# Zenon (Kaiser)

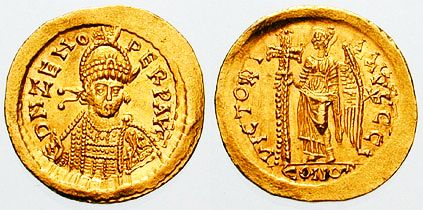
Solidus des Zenon

Zenon, griechisch Ζήνων, lateinisch Flavius Zeno († 9. April 491), war vom 29. Januar 474 bis zu seinem Tod (ost-)römischer Kaiser. Als Alleinherrscher regierte er ab November 474, unterbrochen von einem 20-monatigen Exil vom Januar 475 bis Juli 476.
Volksaufstände und religiöse Flügelkämpfe prägten seine Regierungszeit, doch unter großen Schwierigkeiten gelang ihm eine Stabilisierung des römischen Ostens. Außenpolitisch war er recht erfolgreich und konnte Frieden mit den Sassaniden halten. In seine Regierungszeit fiel die Abschaffung des weströmischen Kaisertums (476 bzw. 480), womit Zenon de iure zum alleinigen Kaiser im Imperium Romanum wurde.

## Leben

### Die frühen Jahre bis zur Thronbesteigung
Tarasicodissa (oder Trascalissaeus), wie er vor seiner Regierung genannt wurde, war ein Mitglied des Stammes der Isaurier, der in Isaurien im südwestanatolischen Bergland lebte. Viele gebildete Römer betrachteten die Angehörigen dieses „wilden Bergvolks“ als Barbaren, obwohl sie seit über zwei Jahrhunderten das römische Bürgerrecht besaßen und Reichsangehörige des Imperium Romanum waren. Die häufig zu findende Behauptung, Tarasicodissa sei ein isaurischer „Häuptling“ gewesen, ist eine Annahme der modernen Forschung, die keinerlei Rückhalt in den Quellen hat. Vielmehr dürfte er einer von vielen römischen Soldaten isaurischer Herkunft gewesen sein, die damals den oströmischen Kaisern dienten, denn Isaurien war ein wichtiger Rekrutierungsraum. Bereits sein Vater Flavius Zeno war im Militär hoch aufgestiegen und hatte 448 sogar das Consulat bekleidet.
Dem oströmischen Kaiser Leo I. fiel Tarasicodissa auf, als er 466 Papiere vorlegte, die Ardaburius, den Sohn des mächtigen Heermeisters Aspar, des Hochverrats verdächtig machten. Um sich unabhängiger von Aspar zu machen, setzte der Kaiser nun offenbar auf Tarasicodissa als Gegengewicht und leitete langsam die Entmachtung des magister militum ein, dem er ursprünglich seinen Thron verdankte. Zwei Jahre später galt Tarasicodissa, der sich nun Zenon nannte (nach seinem Vater oder einem anderen Isaurier, der um 440 hohe Ämter bekleidet hatte), bereits als der fähigste General Leos. Während er einen erfolgreichen Feldzug in Thrakien geführt haben soll (bei dem er knapp einem Mordanschlag entging), versenkten seine innenpolitischen Widersacher 468 beinahe die gesamte Flotte des Reiches im Kampf mit den Vandalen, als West- und Ostrom gemeinsam vergeblich versuchten, die afrikanischen Provinzen zurückzuerobern (Vandalenfeldzug). Leo ließ 471 Aspar beseitigen, und als Tarasicodissa in die Hauptstadt zurückkehrte, wurde er zum magister militum ernannt. Zusätzlich durfte er Leos Tochter Ariadne heiraten. Auch wenn Leo dies alles wohl nur zur Absicherung der Beziehungen zum neuen starken Mann geplant hatte, entsprang dieser Verbindung ein Sohn, der als Leo II. seinem Großvater 474 nachfolgte. Eine Kaisererhebung Zenons scheint Leo I. auf Druck der Bevölkerung, die Zenons Rechtgläubigkeit bezweifelte, verweigert zu haben. Um größere Akzeptanz bei den römischen Eliten und mehr Rückhalt in der größtenteils griechischen Bevölkerung des östlichen Reiches zu erhalten, nahm Tarasicodissa nun auch offiziell den griechischen Namen Zenon (lateinisch Zeno) an. Ob er tatsächlich, wie die ältere Forschung annahm, Anführer einer „isaurischen Partei“ in Konstantinopel war, wird inzwischen bezweifelt.
Zenon führte die oströmischen Armeen als General angeblich von Erfolg zu Erfolg: Er vertrieb die Vandalen unter König Geiserich aus Epirus und verjagte die Hunnen und Gepiden aus den Gebieten südlich der Donau – wobei unklar ist, wie stark diese Erfolge von der kaiserlichen Propaganda übertrieben wurden.
Nach dem Tod Leos I. im Januar 474 wurde sein sechsjähriger Enkel Leo sein Nachfolger, und Zenon wurde von seiner Frau Ariadne und der Kaiserwitwe Verina als Augustus zum Mitregenten gekrönt. Als Leo II. bereits zehn Monate später starb, übernahm sein Vater die Alleinherrschaft.

### Zenon als Kaiser

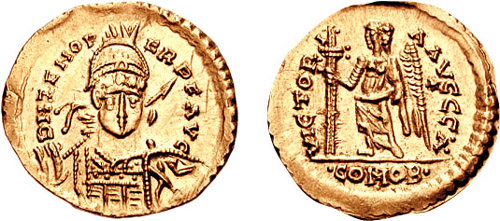
Solidus Odoakers, geprägt im Namen Zenons.

Zenon wurde vom Volk und den Eliten allerdings wegen der fragwürdigen Legitimität seiner Herrschaft nicht akzeptiert; es kam zu Revolten. Seine Schwiegermutter Verina schmiedete angeblich ein Komplott, um ihren Bruder Basiliskos, der 468 der verantwortliche Admiral der gescheiterten Afrikaexpedition gewesen war, auf den Thron zu bringen, was im Januar 475 auch gelang. Basiliskos war der Exponent der traditionellen Aristokratie, die Zenon nie als würdigen Kaiser betrachtet hatte. Zenon und seine ebenfalls unpopulären isaurischen Soldaten mussten Konstantinopel zunächst verlassen und flüchteten nach Antiochia am Orontes in Syrien. Er war gezwungen, die nächsten 20 Monate im Exil auszuharren, und nutzte diese Zeit, um eine Armee aufzubauen. Die Misswirtschaft und die wachsende Unpopularität des Basiliskos bei der Armee ermöglichten es Zenon, im August 476 Konstantinopel ohne Gegenwehr wieder einzunehmen, nachdem im Vorfeld eine weitere Armee unter General Illus zu ihm übergelaufen war und auch Armatus, der Neffe des Basiliskos, die Seiten gewechselt hatte. Basiliskos wurde nach Phrygien oder Kappadokien verbannt, wo er kurz danach umkam. Den Sohn des Armatus, Basiliskos den Jüngeren, erhob Zenon im Herbst 476 unter dem Namen Leo zum Caesar, setzte ihn aber schon im folgenden Jahr wieder ab und steckte ihn ins Priestergewand; Armatus ließ er umbringen.
Unmittelbar nach der Restauration seiner Herrschaft war Zenon gezwungen, eine folgenschwere Entscheidung zu treffen: Odoaker, der Befehlshaber der föderierten Truppen Italiens, hatte Romulus Augustulus, den machtlosen letzten Kaiser Westroms (den Basiliskos anerkannt hatte), Anfang September 476 abgesetzt, und bat um Anerkennung als offizieller Vertreter des Kaisers, um fortan als rex Italiae die foederati zu kommandieren und zugleich im Namen Zenons Italien zu regieren. Zenon verwies darauf, dass es noch einen legitimen Westkaiser gebe, nämlich den bereits 475 aus Italien vertriebenen Julius Nepos, an den sich Odoaker wenden solle. Doch zugleich redete er diesen in seiner Antwort als patricius an; dieser Titel hatte sich im Westen in den Jahrzehnten zuvor als Kennzeichen des faktischen Regierungschefs etabliert, wobei umstritten ist, ob Zenon dies bewusst war. 
480 starb Julius Nepos in Dalmatien, und Zenon war fortan gesamtrömischer Kaiser. Jedoch schrieb er angesichts der Schwäche seiner eigenen Stellung im Unterschied zu Leo I. die meisten Westgebiete zunächst faktisch ab, als sich Odoaker nach einigen Jahren nicht mehr an die Vereinbarungen hielt: Zenon dürfte wohl der oströmische Kaiser mit dem geringsten Interesse am Westen gewesen sein. Dies entsprach allerdings vor allem einer realistischen Einschätzung der Lage: Der gescheiterte Krieg gegen die Vandalen 468 hatte die oströmische Staatskasse geleert, und angesichts der Bedrohung an mehreren Fronten und durch Rebellionen im Inneren verfügte Zenon schlicht nicht über die notwendigen Ressourcen, um im Westen aktiv zu werden. Ironischerweise führte gerade diese Konzentration auf Ostrom dazu, dass das Reich langfristig die innere Stärke gewann, um später unter Justinian eine (teilweise erfolgreiche) Rückgewinnung der verlorenen Gebiete versuchen zu können.
Seit 472 wuchsen die Ostgoten auf dem Balkan zu einer immer stärkeren Bedrohung heran. Ihre rivalisierenden Anführer Theoderich der Große und Theoderich Strabo zwangen Zenon, ihnen hohe Würden zu verleihen, um sie davon abzuhalten, Konstantinopel anzugreifen oder ihren Nutzen aus den dynastischen Wirrnissen um Zenon zu ziehen. Dennoch war Theoderich Strabo an einer weiteren Verschwörung um Verina beteiligt, die, angeführt von seinem Schwager Marcianus, den Tod des Generals Illus zum Ziel hatte. Im Jahre 479 schlug der loyale Illus diese Revolte nieder. Infolge einer Auseinandersetzung um Zenons jüngeren Bruder Flavius Longinus wurde Illus aber 483 zum Staatsfeind erklärt, was dieser mit offener Rebellion und der Ausrufung des Leontius zum Gegenkaiser (484) in Kilikien beantwortete. Der Aufstand wurde erst 488 nach vierjährigem Bürgerkrieg niedergeschlagen, wobei Illus den Tod fand.
Seit dem Tod des Theoderich Strabo 481 war Theoderich, der Sohn Thiudimirs, alleiniger Kriegsherr und rex der föderierten Goten und wurde zu einer zunehmenden Bedrohung auf dem Balkan. Zenon entledigte sich dieses Problems, indem er ihn 488 zum patricius ernannte und mit seinen Kriegern zur „Befreiung“ Italiens von der Herrschaft Odoakers ausschickte. Theoderich siegte nach vierjährigem Kampf und baute dort das Ostgotenreich auf, das formal Ostrom unterstellt war (den Sieg über Odoaker hat Zenon nicht mehr erlebt). Denn bei aller Konzentration auf den Osten hielt auch Zenon an der Idee eines geeinten Imperium Romanum fest – auch wenn ein nicht unerheblicher Teil dieses Reiches sich größtenteils unter der „Verwaltung“ romano-barbarischer Kriegsherren (warlords) befand.
Eventuell unterhielt Zenon auch intensivere Kontakte in den Westen. Zahlreiche Goldmünzen, die in der Regierungszeit Zenons geprägt wurden, wurden 1653 im Grab des fränkischen rex Childerich I. gefunden, der in den 460er und 470er Jahren in Nordgallien agierte. Es ist möglich, wenngleich letztendlich nicht beweisbar, dass es sich hierbei um oströmische Hilfszahlungen an den Frankenkönig gehandelt hat. Forscher wie Patrick J. Geary nehmen an, dass Zenon mit Childerich durch ein foedus verbunden war.
Von ihrem Reich in Nordafrika aus machten die Vandalen noch immer das Mittelmeer unsicher, indem sie Städte plünderten und Piraterie betrieben. Zenon schickte daher schon 474 eine Delegation nach Karthago, um Geiserich durch ein foedus als faktisch unabhängigen Herrscher anzuerkennen und ihm die Rechtmäßigkeit seiner Eroberungen zu garantieren. Der greise Geiserich nahm an, und dieser Friede hielt über ein halbes Jahrhundert – er war allerdings nach oströmischer Lesart ausschließlich an Geiserich und seine rechtmäßigen Nachfolger gebunden. In Zenons Todesjahr 491 griffen die Vandalen überdies militärisch in Italien ein.
Mit dem persischen Sassanidenreich, dem großen Rivalen im Osten, konnte Zenon wie sein Vorgänger Frieden halten, wobei sich die Beziehungen allerdings sehr verschlechtert zu haben scheinen, als der Kaiser den Schlachtentod des Großkönigs Peroz I., der 484 gegen die hunnischen Hephthaliten gekämpft und verloren hatte, auszunutzen versuchte, um die Perser zur Übergabe der wichtigen Stadt Nisibis zu zwingen. Trotz ihrer zeitweiligen Schwäche verweigerten die Perser dies, und ihr König Kavadh I. forderte im Gegenzug Tribute von den Römern – schließlich führte diese Entwicklung unter Zenons Nachfolger Anastasius (s. u.) zum Krieg. 
Religionspolitisch leitete Zenon in den 80er Jahren des 5. Jahrhunderts eine Verfolgung von Heiden in Alexandria ein, die vor allem auf die heidnischen Philosophielehrer abzielte. Der bekannte pagane Philosoph Horapollon wurde gefoltert und trat später, allerdings angeblich auf eigenen Entschluss, zum Christentum über. Ein Aufstand der Samaritaner unter Justasas in Palästina wurde 484 niedergeschlagen. Mit den Monophysiten versuchte Zenon zu einem Ausgleich zu gelangen: Die umstrittenen Beschlüsse des Konzils von Chalkedon (451), die seit Jahren für erbitterten Streit sorgten, sollten einfach totgeschwiegen werden. Dieser Kompromiss, der im Henotikon formuliert wurde, führte allerdings zum Bruch mit Rom und zum sogenannten akakianischen Schisma (484 bis 519), ohne eine Einigung mit den Monophysiten zu bewirken. Der Kaiser hatte es keiner Seite recht machen können und den Streit nur noch verschlimmert.
Am 9. April 491 starb Zenon, und da er sein einziges Kind bereits lange überlebt hatte, nahm sich seine Frau Ariadne ein führendes Mitglied des Hofes, Flavius Anastasius, zum Mann und Nachfolger in kaiserlichen Würden. Zenons Bruder Flavius Longinus, der ebenfalls Ambitionen gehegt hatte, hatte das Nachsehen und wurde übergangen (das Kaisertum war auch in der Spätantike formal nicht erblich). 
Zenon, unter dem das oströmische Kaisertum aufgrund der fragwürdigen Legitimität seiner Herrschaft eine Krisenphase durchlebte, wird in den Quellen zwar oft als eher schwacher und nachlässiger Herrscher beschrieben, doch stabilisierte er das Reich und die kaiserliche Position letzten Endes nachhaltig, und bei seinem Tod war es wohl bei weitem schlagkräftiger als zuvor – allerdings blieb es Anastasius überlassen, den Einfluss der Isaurier und der Militärs gewaltsam zu brechen und den Kaiser wieder zum wahrhaft souveränen Herrscher über das Reich zu machen.